# Papilio epiphorbas
Papilio epiphorbas är en fjärilsart som beskrevs av Jean Baptiste Boisduval 1833. Papilio epiphorbas ingår i släktet Papilio och familjen riddarfjärilar. Inga underarter finns listade i Catalogue of Life.

## Bildgalleri

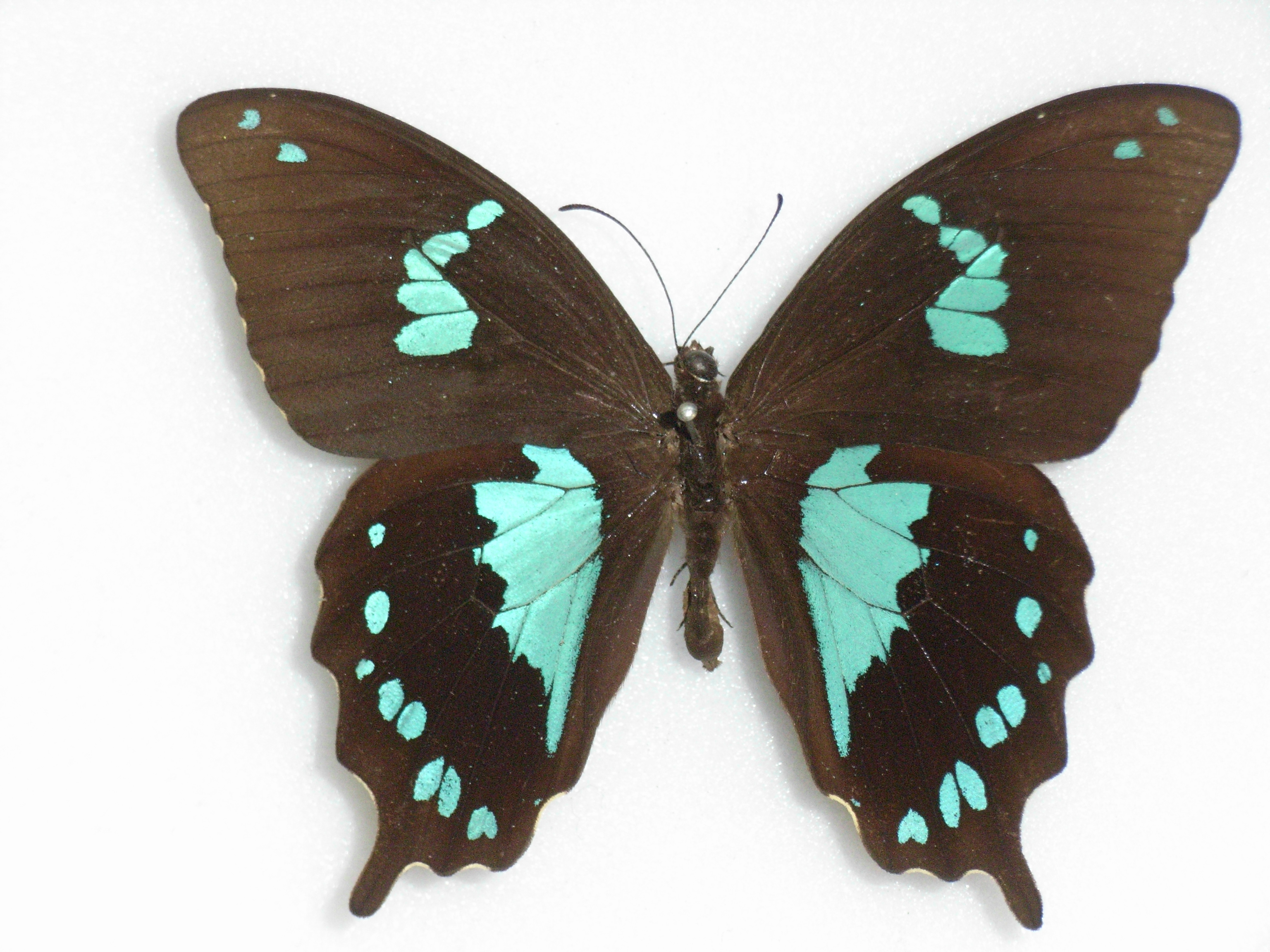
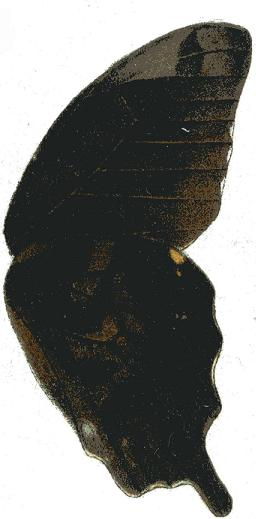
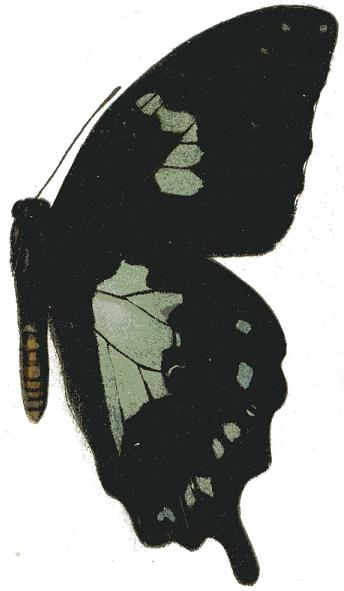
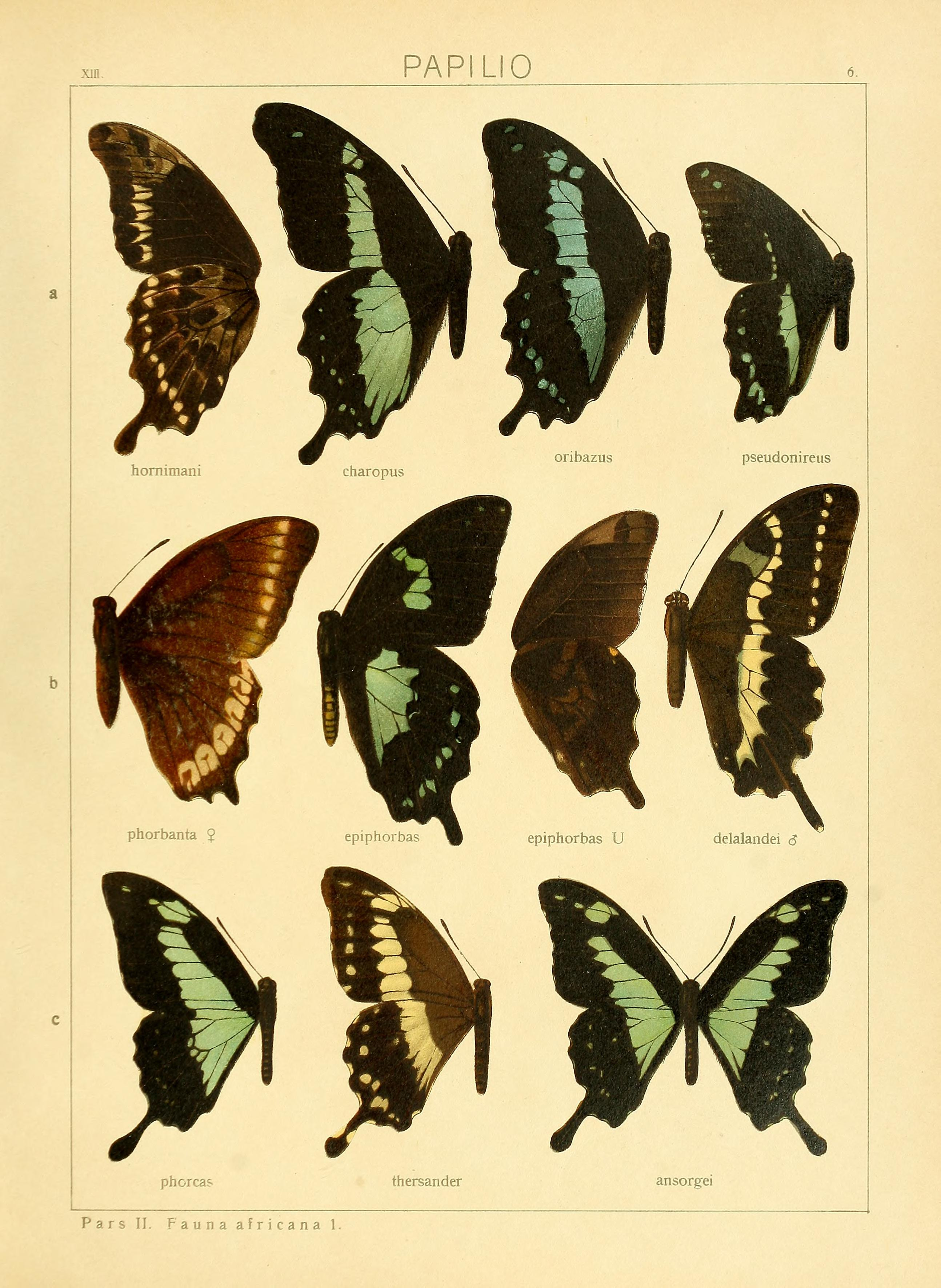